# Honkbal op de Olympische Zomerspelen 1988
Honkbal stond voor de zevende maal op het programma tijdens de Olympische Zomerspelen 1988 in Seoel.
Acht teams namen deel aan dit demonstratietoernooi, deze acht teams werden verdeeld over 2 groepen.

## Voorronde

### Witte groep
| datum        | land             | score  | land             |
| ------------ | ---------------- | ------ | ---------------- |
| 19 september | Canada           | 6 - 7  | Australië        |
| 19 september | Verenigde Staten | 5 - 3  | Zuid-Korea       |
| 21 september | Australië        | 1 - 2  | Zuid-Korea       |
| 21 september | Verenigde Staten | 7 - 8  | Canada           |
| 23 september | Australië        | 2 - 12 | Verenigde Staten |
| 23 september | Zuid-Korea       | 5 - 3  | Canada           |

#### Eindstand
|   | land             | Gs | W | V | RF | RA |
| - | ---------------- | -- | - | - | -- | -- |
| 1 | Verenigde Staten | 3  | 2 | 1 | 24 | 13 |
| 2 | Zuid-Korea       | 3  | 2 | 1 | 10 | 9  |
| 3 | Australië        | 3  | 1 | 2 | 10 | 20 |
| 4 | Canada           | 3  | 1 | 2 | 17 | 19 |

### Blauwe groep
| datum        | land           | score | land           |
| ------------ | -------------- | ----- | -------------- |
| 20 september | Chinees Taipei | 1 - 6 | Nederland      |
| 20 september | Japan          | 7 - 1 | Puerto Rico    |
| 22 september | Japan          | 4 - 3 | Chinees Taipei |
| 22 september | Nederland      | 4 - 7 | Puerto Rico    |
| 24 september | Puerto Rico    | 2 - 0 | Chinees Taipei |
| 24 september | Nederland      | 1 - 6 | Japan          |

#### Eindstand
|   | land           | Gs | W | V | RF | RA |
| - | -------------- | -- | - | - | -- | -- |
| 1 | Japan          | 3  | 3 | 0 | 17 | 5  |
| 2 | Puerto Rico    | 3  | 2 | 1 | 10 | 11 |
| 3 | Nederland      | 3  | 1 | 2 | 11 | 14 |
| 4 | Chinees Taipei | 3  | 0 | 3 | 4  | 12 |

## Halve Finales
| datum        | land             | score | land        |
| ------------ | ---------------- | ----- | ----------- |
| 26 september | Japan            | 3 - 1 | Zuid-Korea  |
| 26 september | Verenigde Staten | 7 - 2 | Puerto Rico |

## 3de/4de plaats
| datum        | land       | score | land        |
| ------------ | ---------- | ----- | ----------- |
| 28 september | Zuid-Korea | 0 - 7 | Puerto Rico |

## Finale
| datum        | land  | score | land             |
| ------------ | ----- | ----- | ---------------- |
| 28 september | Japan | 3 - 5 | Verenigde Staten |

### Eindrangschikking
| rang | land             |
| ---- | ---------------- |
| 1    | Verenigde Staten |
| 2    | Japan            |
| 3    | Puerto Rico      |
| 4    | Zuid-Korea       |
| 5    | Nederland        |
| 6    | Australië        |
| 7    | Canada           |
| 8    | Chinees Taipei   |

Stockholm 1912* · 
Berlijn 1936* · 
Helsinki 1952* · 
Melbourne 1956* · 
Tokio 1964* · 
Los Angeles 1984* · 
Seoel 1988* · 
Barcelona 1992 · 
Atlanta 1996 · 
Sydney 2000 · 
Athene 2004 · 
Peking 2008 · 
Tokio 2020 · 
Los Angeles 2028 
Medaillewinnaars
* Demonstratiesport
Atletiek · Badminton (demonstratie) · Basketbal · Boksen · Boogschieten · Gewichtheffen · Gymnastiek · Handbal · Hockey · Honkbal (demonstratie) · Judo · Kanovaren · Moderne vijfkamp · Paardensport · Roeien · Schermen · Schietsport · Schoonspringen · Synchroonzwemmen · Taekwondo (demonstratie) · Tafeltennis · Tennis · Voetbal · Volleybal · Waterpolo · Wielersport · Worstelen · Zeilen · Zwemmen